# Фази A15

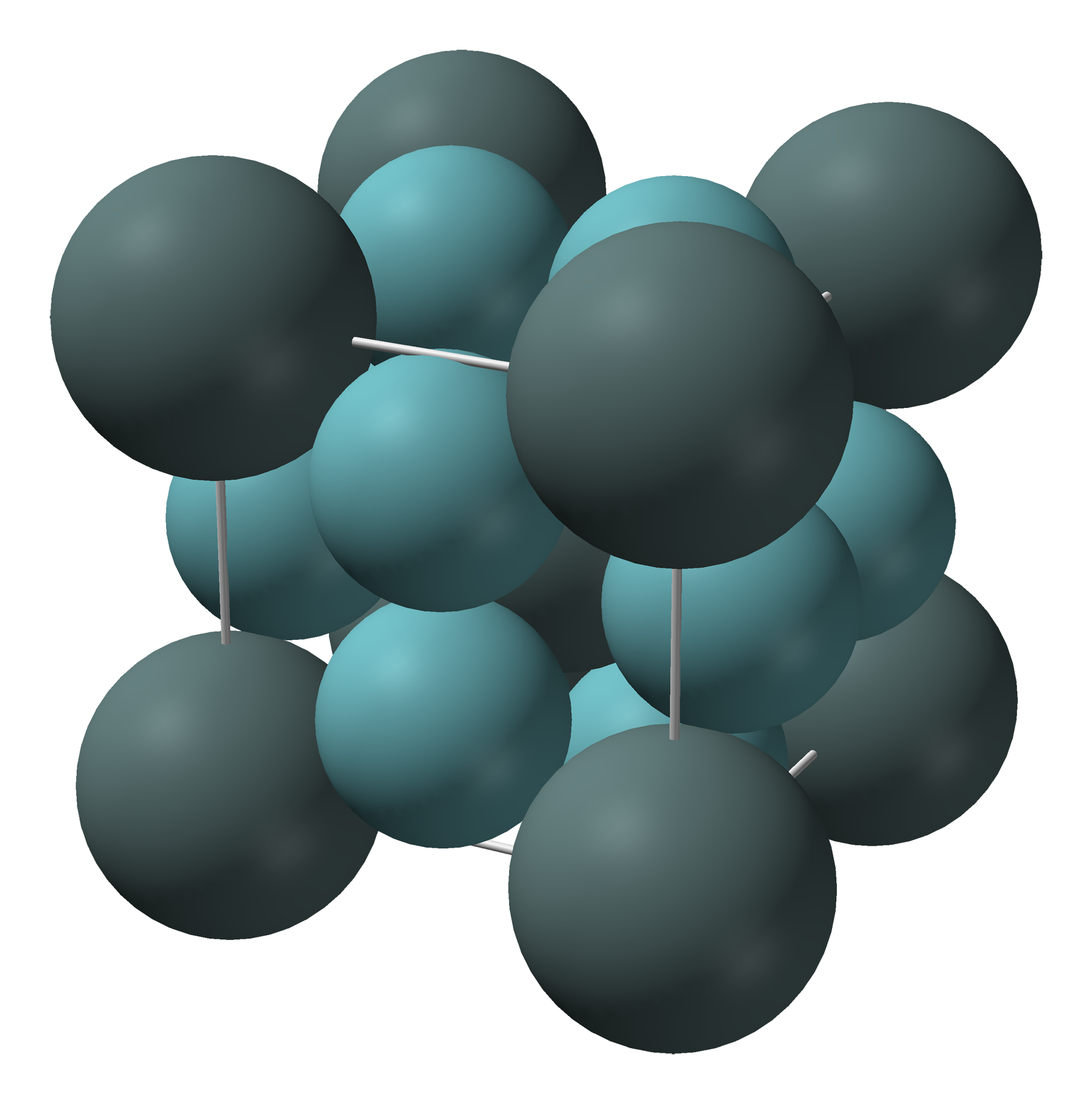
Елементарна комірка фази A15 Nb_{3}Sn

Фази A15 (також відомі як  β-W або Cr3Si структурні типи) — ряд інтерметалідних сполук з хімічною формулою A3B (де A - перехідний метал, а B може бути будь-яким елементом ) і специфічною структурою. Багато з цих сполук мають надпровідні властивості при порівняно високих температурах - 20 K (-253°C), і залишаються надпровідним в магнітних полях десятків тесла (сотні кҐс). Цей вид надпровідності (надпровідність II типу) є важливим напрямком досліджень, оскільки він має кілька практичних застосувань.

## Історія
Вперше структуру A15 спостерігали в 1931 р. у дослідженнях електролітно-осадженого шару вольфраму. Обговорення того, чи є структура β-вольфраму алотропною модифікацією вольфраму чи структурою субоксиду вольфраму, було довготривалим, і навіть у 1998 р. були ще опубліковані статті, що дискутували це питання. Ймовірно, матеріал є справжньою алотропою модифікацією вольфраму.
Першою виявленою інтерметалідною сполукою з типовим A3B складом був силіцид хрому Cr3Si, відкритий у 1933 р. У наступні роки було виявлено кілька інших сполук зі структурою А15. Тоді ці сполуки не викликали значного інтересу. Це змінилося з відкриттям у 1953 році силіциду ванадію V3Si, який має надпровідні властивості при 17 К. У наступні роки було відкрито кілька інших надпровідників A3B. Ніобій-германій утримував рекорд найвищої температури (23,2 К), при якій зберігалися надпровідникові властивості, з 1973 р. і до відкриття купратних надпровідників у 1986 р. Створення методу виготовлення дротів із матеріалів зі структурою фази А15 (які є дуже крихкими), зайняло певний час. Цей метод досі є складним. Хоча деякі А15 фазові матеріали можуть витримувати вищу напруженість магнітного поля і мають вищі критичні температури, ніж NbZr і NbTi сплави, NbTi все одно використовується через простоту роботи з цим матеріалом. Nb3Sn використовується тоді, коли необхідно створити високе магнітне поле[що це?], наприклад у високоякісних МРТ-сканерах та ЯМР-спектрометрах.